# 新絕代雙驕系列
新絕代雙驕系列是由宇峻科技（現改名宇峻奧汀）發售的電子角色扮演遊戲系列，首作於1999年發售。以古龍《絕代雙驕》原著為本所改編之，劇情大多數與原著相仿，但仍有部分變動。

## 新絕代雙驕
1999年發售，以小魚兒為主角，講述小魚兒由惡人谷出道至打敗活閻王的情节。電腦玩家評選為第三屆遊戲金像獎最佳國產遊戲、千禧Game Star評選為最佳國產角色扮演遊戲、千禧Game Star評選為最佳劇本遊戲、台灣PC遊戲第一個推出CD、DVD雙版本遊戲、台灣PC遊戲第一個改編古龍原著小說的遊戲。

### 出場人物
遊戲中出現而小說未出現之人物：
- 魏無天，魏無牙的師兄弟，遊戲中設定其與蕭咪咪及憐星有過一段戀情：魏無牙為了金錢派蕭咪咪去破壞魏無天的家庭，無奈蕭咪咪竟對魏無天產生了感情，後遭殺害。

- 活閻王，閻王門的掌門，似乎為魏無牙的手下或本人（見後述），本遊戲的最後大魔王。和江別鶴談好兩人合作，由閻王門四處攻擊各大門派造成眾人恐慌，再由扮演大俠的江別鶴坐鎮，博取眾人信任，奪得武林盟主之位，而閻王門也可得到其所需之利，雙方各取所需，實則上是各自算計、堤防。

關於活閻王，由於此系列遊戲第一代的設定為「活閻王」即為「魏無牙」本人，然而到了第二代「真正的」魏無牙出現，並從魏無牙與小魚兒的對話中推論一代的活閻王是魏無牙的手下、閻王門是無牙門的附屬。此設定原本應該是因應一代劇情上的需要而進行的改編，卻在二代時造成了的劇情上的Bug，若要合理推論，只能歸為「活閻王是魏無牙手下的人，曾藉魏無牙之名於江湖中行事。」
- 魏無心，魏無天的兒子，綽號「魏蛇鱉」。因父親遭人殺害，與相依為命的妹妹魏晶靈投靠屠嬌嬌。一心想學武報仇，卻冷落了妹妹。入谷不久即與小魚兒發生誤會，不服輸的他，用盡各種手段拔除阻礙復仇之道的小魚兒。後誤入閻王門，成為閻王門護法，遭活閻王利用。

- 魏晶靈，魏無天的女兒，魏無心的妹妹。投奔惡人谷後，哥哥因仇恨矇蔽而疏於照料；她便把心情都寄託在小魚兒身上。魏無心與小魚兒的怨仇，親情愛情兩難取捨，涉世未深的她難道只能無助啜泣…

## 新絕代雙驕貳
2000年發售，增加原著沒有描述花無缺的劇情，小魚兒線則接續《新絕代雙驕》之劇情。本代之特色為「雙主角制」，玩家可以自由選擇要使用小魚兒或花無缺作為主角，並採交叉雙線式進行遊戲。在遊戲最後一個階段可自由選擇隊友。根據玩法的不同，也有可能玩出不同於原著的結局。此遊戲特別之處，包含國語、粵語兩種語言，其中粵語是亞洲電視同年播出的臺灣劇集《絕代雙驕》的原班配音員負責。
可玩出的結局：
- 小魚線：小魚兒和蘇櫻、小魚兒和張菁、小魚兒和鐵心蘭、齊人之福（以上和女角的結局需建立在「小魚兒詐死成功」的前提下。）、蘇櫻毒死花無缺、花無缺死亡、小魚兒死亡、打贏邀月。（資料片新增：小魚兒和魏晶靈結局）
- 無缺線：花無缺和鐵心蘭、花無缺和荷露、花無缺和憐星（和鐵心蘭或荷露的結局需建立在「花無缺詐死成功」的前提下，憐星則不用。）、花無缺死亡、小魚兒死亡、打贏移花宮主。（資料片新增：花無缺和映卿、花無缺和慕蓉姐妹。）

## 新絕代雙驕參
2002年發售，2003年發售資料片《明月孤星》。主要是在敘述花無缺和小魚兒的後代。以江小魚及花無缺的後代為主角進行。遊戲特色為可接續二代玩家所玩出的結局不同而有不同的遊戲開頭，遊戲中可自由選擇角色領隊，以及多重結局。此遊戲榮獲第五屆遊戲金像獎最佳國產遊戲、第五屆Game Star最佳單機遊戲　銀獎、第五屆Game Star最佳配樂獎。

## 新絕代雙驕前傳
2006年10月25日發售，故事背景發生在《新絕代雙驕》的十八年前和《新絕代雙驕參》的四十年前，講述的是天下第一神劍燕南天，天下第一美男子玉郎江楓兩人由相逢相知而結成生死莫逆的故事。

## 新絕代雙驕Online

### 新絕代雙驕Online
2005年1月3日開始營運，根據原作劇情而出的線上遊戲，目前該遊戲仍在營運中。榮獲2005遊戲之星選拔年度大賞、最佳線上遊戲、最佳企劃、最佳美術設計、最佳音樂音效、最佳製作人、玩家票選最受歡迎遊戲、玩家票選最佳客戶服務獎。2018年，因原授權將於2018年8月底到期，遊戲於8月29日更名為武林同萌傳Online。

### 新絕代雙驕2 Online
2010年5月25日開始營運，根據原作劇情而出的線上遊戲，目前已結束營運
營運時間：2010-05-25至2011-08-19。
疑似「開發商」或是「代理商」發生財務問題和人員問題，以致中止營運。

## 外部連結
- 新絕代雙驕主頁 （页面存档备份，存于）
- 新絕代雙驕貳主頁 （页面存档备份，存于）
- 新絕代雙驕主頁 （页面存档备份，存于）
- 新絕代雙驕前傳主頁
- 新絕代雙驕Online主頁 （页面存档备份，存于）
- 新絕代雙驕2 Online主頁